# Nephelochloa orientalis
Nephelochloa orientalis är en gräsart som beskrevs av Pierre Edmond Boissier. Nephelochloa orientalis ingår i släktet Nephelochloa och familjen gräs. Inga underarter finns listade i Catalogue of Life.